# لويس دا كونا
لويس دا كونا هو دبلوماسي وسياسي برتغالي، ولد في 25 يناير 1662 في لشبونة في البرتغال، وتوفي في 9 أكتوبر 1749 في باريس في فرنسا. انتخب سفير.